# Bracia Montgolfier

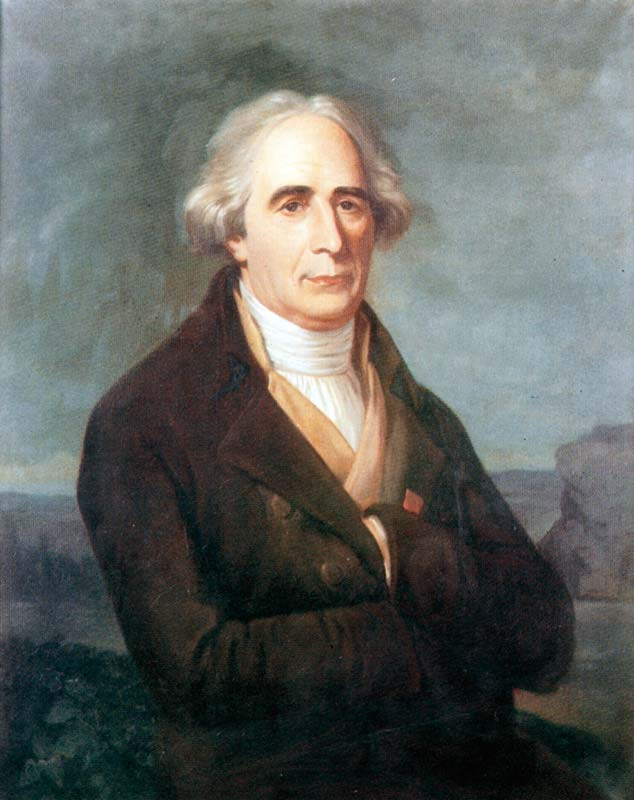
Joseph Michel Montgolfier

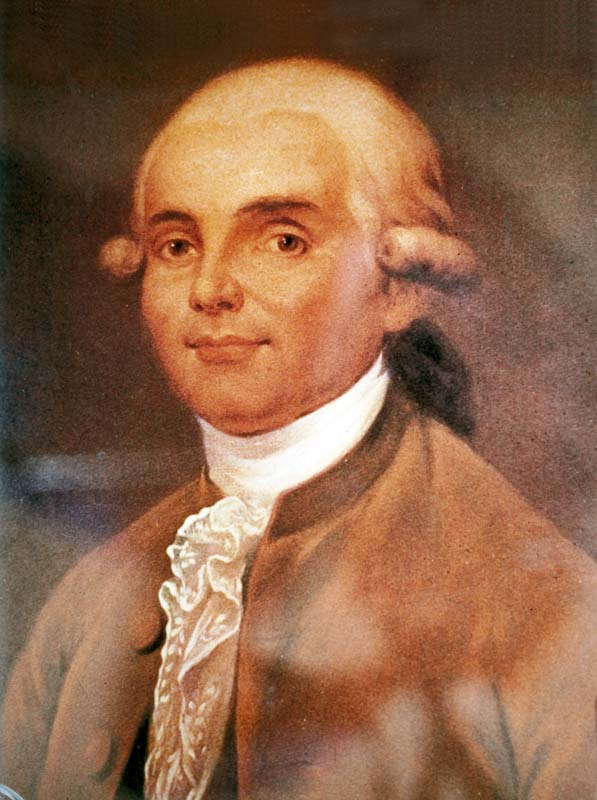
Jacques Étienne Montgolfier

Grafika przedstawiająca lot balonu Montgolfiera z koszem ze zwierzętami z 19 września 1783 roku.

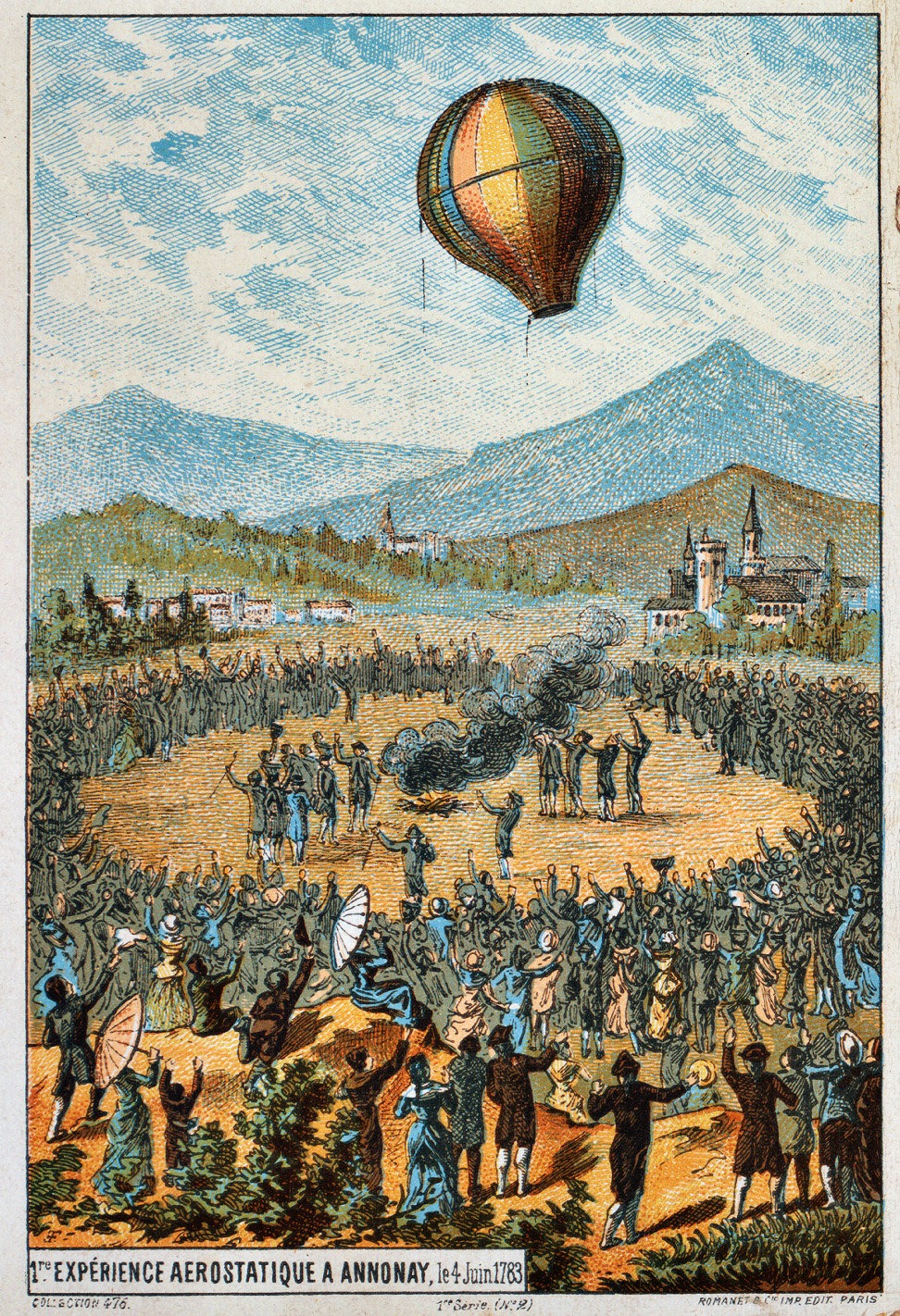
Pierwszy publiczny pokaz lotu balonu w Annonay, 4 czerwca 1783 roku

Bracia Montgolfier, czyli Joseph Michel Montgolfier (ur. 26 sierpnia 1740 w Vidalon-lès-Annonay, zm. 26 czerwca 1810) i Jacques Étienne Montgolfier (ur. 6 stycznia 1745 w Vidalon-lès-Annonay, zm. 2 sierpnia 1799) – wynalazcy tzw. montgolfiery, czyli balonu na ogrzane powietrze.

## Życiorys
Byli odpowiednio: dwunastym (Joseph) i piętnastym (Étienne) z szesnaściorga dzieci, których ojciec, Pierre Montgolfier, był właścicielem młyna papierniczego (papierni) w Vidalon-lès-Annonay. Tradycje papiernicze Montgolfierów sięgały XIV w. Ich rodzina pochodziła z Owernii i do rejonu Annonay przybyła w końcu XVII w., zachęcona obfitością źródeł energii (potoki) i surowca (w owym czasie szmat, głównie lnianych).
W 1774 Étienne przejął po ojcu papiernię, a jego brat Joseph objął kierownictwo techniczne zakładu. W 1777 Étienne wprowadził do produkcji po raz pierwszy we Francji delikatny i drogi papier welinowy. Zakład rozbudował się i wkrótce zatrudniał już blisko 300 pracowników. 
W 1796 roku Joseph Michel Montgolfier wynalazł pierwszy samoczynny taran wodny, czyli pompę wodną służącą do podnoszenia wody w papierni braci, w Voiron.
W 1780 Joseph przeniósł się do Awinionu, który w tym czasie nie należał do Francji, lecz był częścią państwa kościelnego. Powstawały tu wówczas m.in. liczne drukarnie, które mogły pracować niezależne od francuskiej cenzury i przepisów francuskiego prawa autorskiego. Joseph skorzystał z tej niezależności, by zdać maturę i w 1782, w wieku 42 lat, uzyskać licencjat z prawa.
14 grudnia 1782 wypuszczony przez braci Montgolfier z przydomowego ogródka balon o objętości 18 m³ osiągnął wysokość 250 m. Dwa dni później bracia sporządzili i wysłali notatkę o tym fakcie do Francuskiej Akademii Nauk.
4 czerwca 1783 na pierwszym pokazie publicznym na łące koło Annonay, ich napełniony rozgrzanym powietrzem płócienny balon Ad Astra (średnica 11,7 m, objętość 900 m³) wzniósł się na wysokość 1600–2000 m. W czasie lotu, który trwał 9½ minuty, przebył on odległość blisko 2,5 km. W tym czasie bracia Montgolfier rozpoczęli współpracę ze szwajcarskim fizykiem Ami Argandem.

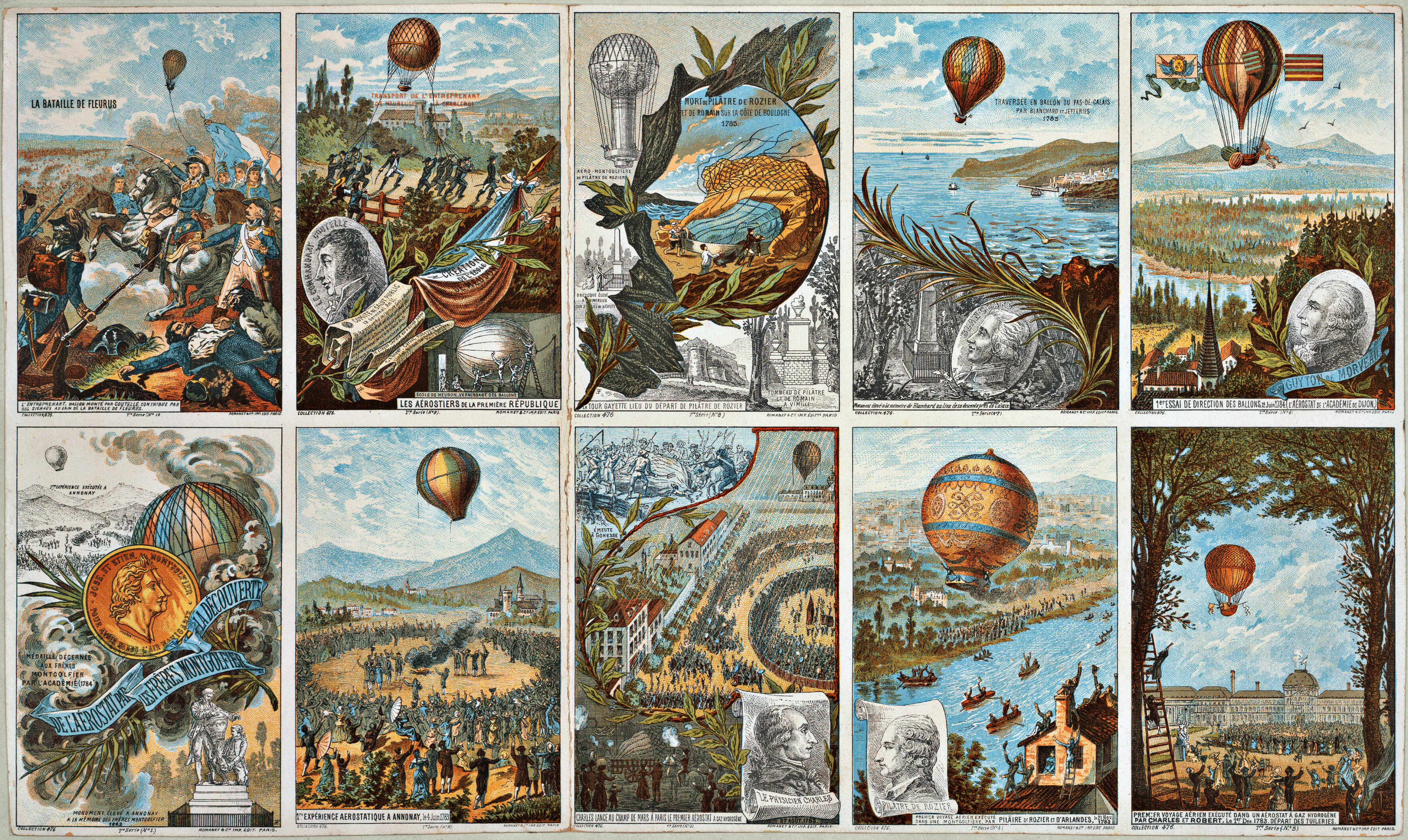
Historia wczesnych lotów

Równolegle z próbami braci Montgolfierów francuski fizyk Jacques Alexandre Charles (1746–1823) prowadził próby z balonem wykonanym z impregnowanego jedwabiu, lecz napełnionym wodorem. Publiczna demonstracja tej konstrukcji miała się odbyć w Paryżu 24 sierpnia 1783. Na wieść o tym Étienne Montgolfier i Ami Argand przybyli do stolicy Francji, by pokazać tam również ich balon na ogrzane powietrze.
W Paryżu, z pomocą jednego z tamtejszych papierników, skleili wielką czaszę, która jednak uległa zniszczeniu 12 września podczas wielkiej burzy. W ciągu tygodnia powstał więc nowy balon. 19 września w Wersalu przed Ludwikiem XVI umieszczono w podwieszonym pod czaszą koszu: owcę, kaczkę i koguta. Lot, podczas którego balon wzniósł się na wysokość ok. 500 m, trwał 8 min. Balon pokonał w tym czasie odległość ok. 400 m. Celem lotu było zbadanie wpływu wysokości na organizmy żywe, a ostatecznie – zdobycie pozwolenia na lot człowieka.
Pierwszy lot człowieka w balonie na uwięzi odbył się około 15 października (według braci Montgolfierów 12 lub 14 października) na wysokość 26 m. W kilku kolejnych lotach osiągane wysokości nie przekraczały 30 m. Gazeta Warszawska 1783 nr 91 zamieściła informację 17 października że odbyło się to dnia „zawczorajszego”, czyli był to jednak 15 października.